# Parson James

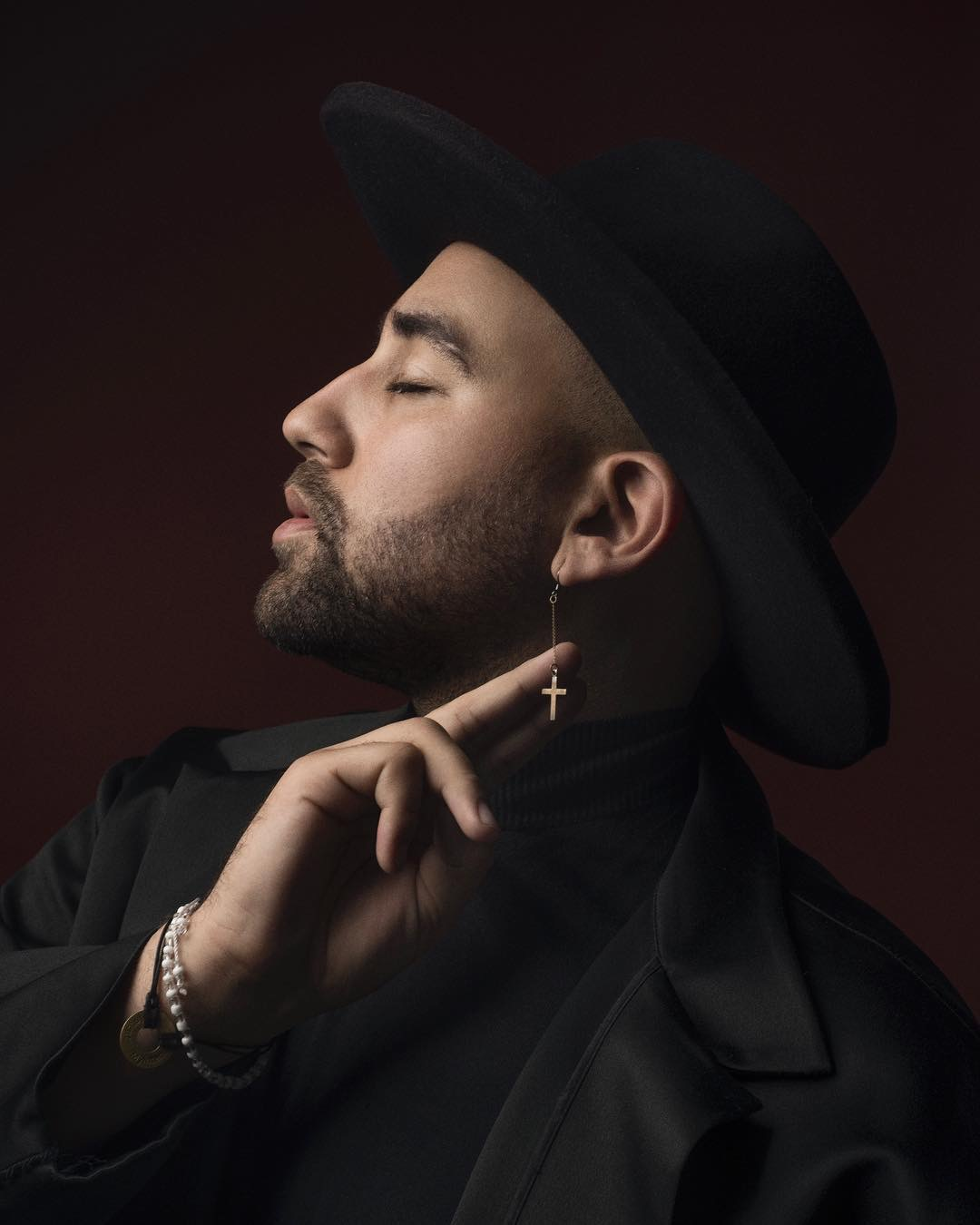
Parson James (2018)

Parson James (* 7. Juni 1994 in Cheraw, South Carolina; bürgerlich Ashton Parson) ist ein US-amerikanischer Singer-Songwriter. Bekannt wurde er durch die Single „Stole the Show“, die er zusammen mit dem norwegischen Musikproduzenten Kygo veröffentlichte. Derzeit steht er beim Major-Label RCA Records unter Vertrag.

## Leben und Karriere
Parson James kam als Sohn eines dunkelhäutigen Vaters und einer hellhäutigen Mutter zur Welt. Er und seine alleinerziehende Mutter lebten in Cheraw, South Carolina. Mit 17 Jahren entschied er sich nach New York City zu ziehen, in der Hoffnung, dort mehr Möglichkeiten für einen mischhäutigen homosexuellen Mann zu finden, als in seiner konservativen Heimat.
Am 23. März 2015 veröffentlichte er gemeinsam mit dem norwegischen Musikproduzenten Kygo die Single Stole the Show. Es wurde Parsons größter kommerzieller Erfolg. Das Lied erreichte in zahlreichen Ländern hohe Chartplatzierungen und erhielt mehrere Gold-Auszeichnungen für den Musikverkauf. Nach Erscheinen der Single unterschrieb er einen Plattenvertrag beim New Yorker Musiklabel RCA Records. Seine erste EP The Temple wurde 2016 veröffentlicht und über Sony Music und RCA Records vertrieben.

## Diskografie

### EPs
- 2016: The Temple EP

### Singles
- 2014: Religion
- 2015: Sinner Like You
- 2015: Stole the Show (Solo-Edition)
- 2015: Temple
- 2016: Sad Song

### Gastbeiträge
| Jahr | Titel Album               | Höchstplatzierung, Gesamtwochen, AuszeichnungChartplatzierungen (Jahr, Titel, Album, Platzierungen, Wochen, Auszeichnungen, Anmerkungen) | Höchstplatzierung, Gesamtwochen, AuszeichnungChartplatzierungen (Jahr, Titel, Album, Platzierungen, Wochen, Auszeichnungen, Anmerkungen) | Höchstplatzierung, Gesamtwochen, AuszeichnungChartplatzierungen (Jahr, Titel, Album, Platzierungen, Wochen, Auszeichnungen, Anmerkungen) | Höchstplatzierung, Gesamtwochen, AuszeichnungChartplatzierungen (Jahr, Titel, Album, Platzierungen, Wochen, Auszeichnungen, Anmerkungen) | Höchstplatzierung, Gesamtwochen, AuszeichnungChartplatzierungen (Jahr, Titel, Album, Platzierungen, Wochen, Auszeichnungen, Anmerkungen) | Anmerkungen                                  |
| Jahr | Titel Album               | DE | AT | CH | UK | US | Anmerkungen                                  |
| ---- | ------------------------- | --- | --- | --- | --- | --- | -------------------------------------------- |
| 2015 | Stole the Show Cloud Nine | DE2 Platin · (41 Wo.)DE | AT5 Gold · (32 Wo.)AT | CH3 ×3Dreifachplatin · (56 Wo.)CH | UK24 Platin · (35 Wo.)UK | US— PlatinUS | Erstveröffentlichung: 23. März 2015 mit Kygo |

Weitere Gastbeiträge
- 2015: Insomnia (Audien feat. Parson James)